# 吳碩
吴硕（2世纪—200年2月11日），东汉末年议郎。
汉献帝迁都许之后，因曹操专权，发出衣带诏令董承诛杀曹操，吴硕与种辑、王子服、刘备也参与共谋。建安五年（200年）正月，车骑将军董承、偏将军吴子兰、王子服、越骑校尉种辑、议郎吴硕受密诏事泄，曹操杀害董承、吴子兰、王子服、种辑、吴硕，夷三族。